# Art Buchanan
Art Buchanan (eigentlich Arthur Buchanan), auch als „Art Ontario“ bekannt, ist ein US-amerikanischer Country- und Rockabilly-Musiker.
Buchanan startete 1951 seine Karriere mit den Wayne County Playboys als Country-Musiker. Später benannte er seine Band in The Pioneers um und nahm als „Art Ontario“ bei dem kleinen Label Illinois Records seine erste Single Wiggle Walkin‘ Boogie / I’m Proud auf. Danach wechselte er zu dem Starday-Sublabel Dixie Records, wo er bis 1963 blieb und drei Singles unter seinem eigentlichen Namen veröffentlichte. Erwähnenswerte Veröffentlichungen dort waren eine Version von Hi Yo Silver und einer seiner bekannteren Titel Queen from Bowling Green, der sich auf unzähligen Kompilationen befindet. Nach 1963 spielte er eine Single bei Flame Records ein und war auch in den nachfolgenden Jahren weiterhin aktiv.
1998 wurde in den USA von Lost Gold Records die CD Art Ontario AKA Art Buchanan 1957–1993 mit seinen gesammelten Werken herausgegeben.

## Diskographie

### Singles
| 1957                               | Wiggle Walkin‘ Boogie / I’m Proud | Illinois Records |
| 1959                               | It Must Be Me / Last Goodbye | Dixie Records    |
| 1960                               | Queen From Bowling Green / Whonder Why | Dixie Records    |
| 1963                               | Hi Yo Silver / I Can‘t Help It | Dixie Records    |
| 196?                               | Time Will Tell / Lonely Highway | Flame Records    |
| Unveröffentlichte + Sonstige Titel | |                  |
|                                    | - Time Will Tell (alt. Version) - Hi Yo Silver (alt. Version) |                  |
|                                    | - Nashville Red Eye - Thirteen Years of Hell - Today Is The Tomorrow - Honky Tonkin‘ Round - Shadows - Illinois / Queen From Bowling Green - Storms Never Last - It Rains Just The Same In Missouri - Bootheel of Missouri - I Won’t Cry Today, I Cry Tomorrow - Little Elf Jed - Santa Claus Is Comin’ To Our Town - Easter Parade - Peter Cottontail | unbekannt        |

### Alben
- 19??: A Southern Times Christmas
- 19??: Easter Classics
- 1998: Art Ontario AKA Art Buchanan 1957–1993